# 横田翔

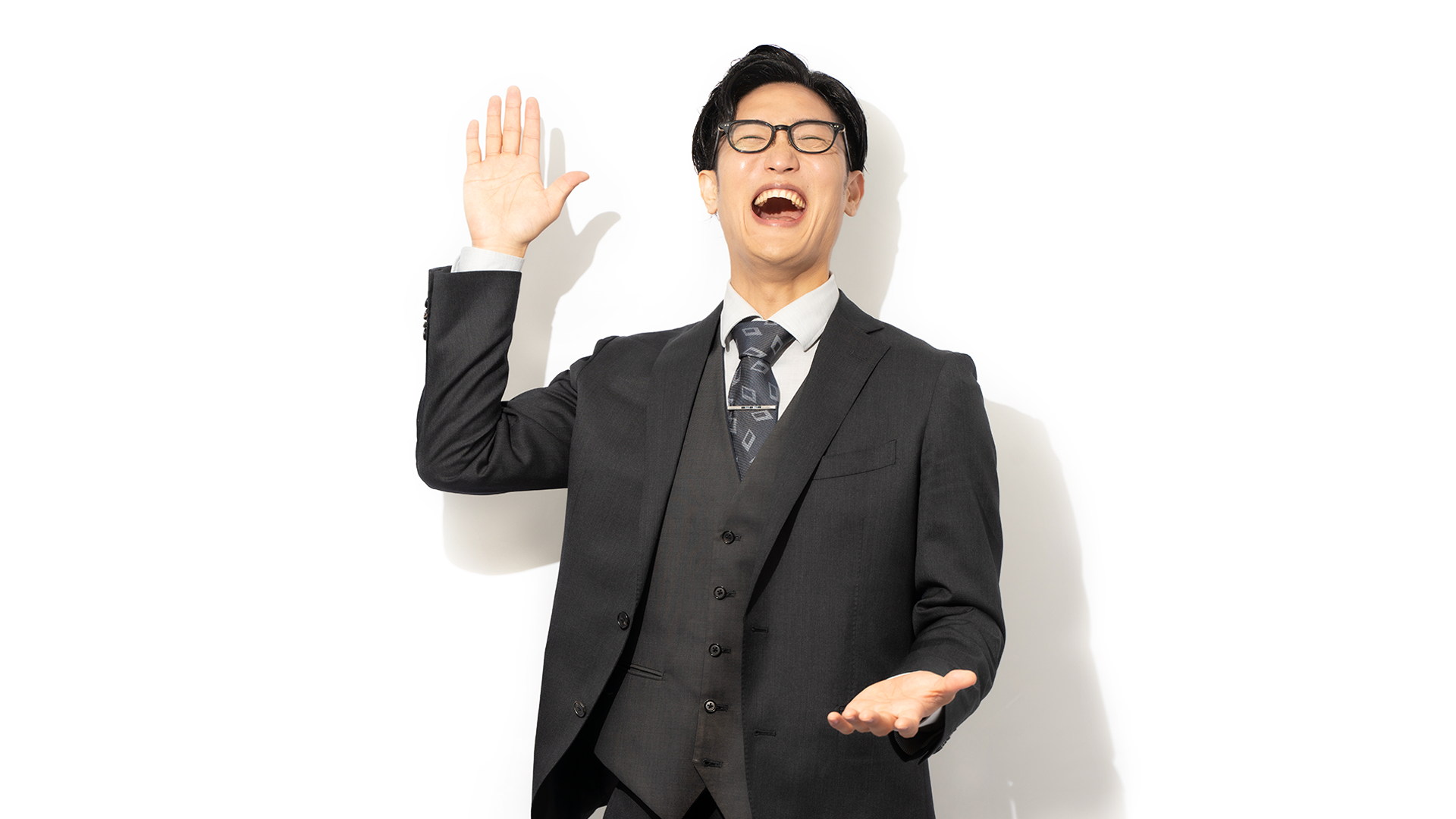
横ちゃん(横田翔)宣材写真

横田 翔（よこた しょう、横ちゃん）、1988年11月22日- ）は、日本の経営者、実演笑売士。
広島県広島市安佐南区出身。
身長183cm、体重72kg。既婚。

## 経歴
- 広島市立長束小学校卒業
- 広島市立長束中学校卒業
- 広島県立高陽高等学校卒業
- 法政大学社会学部社会政策科学科卒業
- 元松竹芸能お笑いコンビ、ラバボーズ（旧オノヨーコ）のツッコミ担当
- 株式会社KODEKA代表取締役

## 来歴
大学1年次に松竹芸能にスカウトされ芸人になる。大学卒業後も2016年12月まで芸人として活動。
当時の相方は法政大学お笑いサークルHOSの同期である小野島徹（現、駆け抜けて軽トラ）。コンビ名はラバボーズ（旧コンビ名オノヨーコ）。2013年度、2015年度、2016年度、松竹芸能ゲラゲラチャンピオンシップ年間チャンピオンになるが、2016年12月31日カウントダウンライブを持って解散。
2017年2月にオモシロく売れる化の専門会社株式会社KODEKA設立。

## 人物
トレードマークは天然パーマとしゃくれた顎。小学6年生の時に広島の平和祈念式典にて全国の小学生代表スピーチに選出される。